# 1973 في تشيلي
فيما يلي قوائم الأحداث التي وقعت خلال عام 1973 في تشيلي.

## أحداث
- 11 سبتمبر – انقلاب تشيلي عام 1973

## سياسة

### تعيين في المنصب
- 23 مايو – إدواردو فري مونتالبا President of the Senate of Chile [الإنجليزية]‏.
- 5 يوليو – أورلاندو يتيليه وزير الشؤون الخارجية في شيلي.
- 8 أغسطس – كلودوميرو ألميدا وزير الشؤون الخارجية في شيلي.

### انتهاء فترة المنصب
- 5 يوليو – كلودوميرو ألميدا وزير الشؤون الخارجية في شيلي،وزير الشؤون الخارجية في شيلي.
- 8 أغسطس – أورلاندو ليتيلير وزير الشؤون الخارجية في شيلي.
- 11 سبتمبر – باتريسيو أيلوين عضو مجلس الشيوخ من شيلي.
- 11 سبتمبر – سلفادور أليندي رئيس تشيلي.
- 21 سبتمبر – إدواردو فري مونتالبا President of the Senate of Chile [الإنجليزية]‏.

## مواليد

### مارس
- 27 مارس – بابلو بوزو حكم كرة قدم تشيلي.

### سبتمبر
- 2 سبتمبر – جونزالو جاريدو دراج تشيلي.

## وفيات

### سبتمبر
- 11 سبتمبر – سلفادور أليندي (مواليد 1908)
- 16 سبتمبر – فيكتور جارا (مواليد 1932)
- 23 سبتمبر – بابلو نيرودا (مواليد 1904) شاعر تشيلي.

### أكتوبر
- 1 أكتوبر – كارلوس تشنيبيرغر (مواليد 1902) لاعب كرة قدم تشيلي.